# Alarm na morzu
Alarm na morzu (ang. Submarine D-1) – amerykański film akcji z 1937 roku w reżyserii Lloyda Bacona.

## Fabuła
Butch Rogers i Sock McGillis to dwaj oficerowie okrętu podwodnego D-1 stacjonującego w Panamie. Na lądzie rywalizują o względy pięknej Ann Sawyer jednak na morzu są nierozłączni.

## Obsada
- Pat O’Brien jako 'Butch' Rogers
- George Brent jako komandor porucznik Dan Matthews
- Wayne Morris jako 'Sock' McGillis
- Frank McHugh jako'Lucky' Jones
- Doris Weston jako Ann Sawyer
- Henry O’Neill jako admirał Thomas
- Dennie Moore jako Arabella
- Veda Ann Borg jako Dolly
- Regis Toomey jako Tom Callan
- Glen Cavender jako kelner (niewymieniony w czołówce)
- Don DeFore jako marynarz (niewymieniony w czołówce)